# Bugarije
Bugarski vrtovi znani kao bugarije po Hrvatskoj i Zagrebu ili Bolgárkert u Mađarskoj, povrtnjaci su koje su držali i obrađivali na periferijama većih gradova u Austro-Ugarskoj doseljenici iz Bugarske

## Povijest
Imigranti povrtlari iz Bugarske (zapravo iz ondašnjih osmanskih pokrajina Rumelije, Dobrudže, Makedonije i Trakije pojavili su se u zemljama Austro-Ugarske polovicom 19. st., ispočetka kao najamni sezonski radnici, a kasnije kao zakupci i vlasnici zemlje. Njihov veći val pojavio se nakon neuspjelog travanjskog ustanka 1876., kad je nakon osmanskih represalija na tisuće obitelji prebjeglo u Vlašku, Rusiju, Hrvatsku (Bugari u Hrvatskoj, Makedonci u Hrvatskoj) i Ugarsku. Oni su na periferijama tadašnjih većih gradova (Pečuh, Budimpešta, Zagreb, Osijek, Beč, Salzburg... uredili svoje lijehe na kojima su sadili uglavnom povrće. Čak su i na vrlo posnoj zemlji, uspjeli u par godina, marljivim radom (okopavanjem i rahljenjem i stalnim dnevnim navodnjavanjem značajno povećali prinos i kakvoću svojih proizvoda. Ispočetka su radili u sami u svojim obiteljskim zadrugama (i svi zajedno živjeli), i nerado zapošljavali lokalne sezonce, ali su se vremenom integrirali u sredine u koje su došli.
Oni su pored znanja iz povrtlarstva, u nove sredine donijeli i dotad nepoznate egzotične biljke kao papriku i patlidžane, koje se dotad uopće nisu sadile i niti jele.
Nakon Prvog svjetskog rata bugarski povrtlari držali su oko 80 % prometa paprikom po njemačkim zemljama. Za vrijeme Drugog svjetskog rata bugarski povrtlari značajno su pomogli u opskrbi brojnih njemačkih i austrijskih gradova, kojima su se uvozne mogućnosti drastično smanjile.
Mnogi od njih su se nakon rata i trajno naselili u Austriji i Njemačkoj, jer su u Bugarskoj (ili u Makedoniji) dočekivani kao neprijatelji režima. Bugari i njihove bugarije igrali su značajnu ulogu u opskrbi Beča sve do 1970-ih, tad se jedan dio bečke tržnice Naschmarkt i kolokvijalno zvao - Bugarski stan.
U Zagrebu su se bugarski povrtlari počeli naseljavati početkom 20. st., tad su se slamnati krovovi njihovih kuća mogli vidjeti po rubovima Maksimirske šume.
S njihovim dolaskom je izbor povrća na zagrebačkim tržnicama postao raznovrsniji i bogatiji, jer su oni donijeli i ovdje počeli uzgajati pojedine vrsta povrća koje prije Zagrepčani nisu poznavali. Vremenom su oni postali zaštitni znak za povrtlarstvo - pa se svaki onaj koji se time bavio kolokvijalno nazivao Bugar (bez obzira na porijeklo)  a njihovi vrtovi - bugarije. Nakon Prvog svjetskog rata njihov broj se povećao, njihovi vrtovi nalazili su se na području današnje zagrebačke općine Trnje - od kasnije izgrađenog autoputa (današnja Slavonska avenija) prema Savi. Tada je to bio neurbanizirani kraj - gotovo prava pastorala, istina često plavljena i s ne baš osobito dobrom zemljom. No vrijedni Bugari pretvorili su te nevelike posjede u prave male tvornice povrće, i od ranog proljeća do kasne jeseni uvijek nešto sadili, brali i donosili na tržnice. Vremenom su se prilagodili ukusu tržišta i bili poznati među Zagrepčanima po svojim salatama - puterici i prajzerici.
Slično se događalo i u Osijeku i Pečuhu, tamo se jedan dio na zapadu grada zvao Bolgárkert (njem. Bugarski vrtovi), u kom su postojale Bugarije između 1870. – 1950., zatim Bánhidi (ulica Bugarskih vrtova, Bolgárkert ulica) i sl. Do Prvog svjetskog rata povrtlarsvo po većim mađarskim gradovima uglavnom je bilo u rukama Bugara.
Novinarka Diana Glasnova je autorica monografije Bugarski vrtlari u Hrvatskoj, koja je izašla u Zagrebu u ožujku 2014. godine.